# Thomas Grøgaard
Thomas Grøgaard (ur. 8 lutego 1994 w Arendalu) – norweski piłkarz występujący na pozycji obrońcy. Zawodnik norweskiego klubu SK Brann.

## Życiorys

### Kariera klubowa
Grøgaard treningi rozpoczął w Kragerø IF, a w 2010 roku przeszedł do juniorów zespołu Odds BK. W sezonie 2012 został włączony do jego pierwszej drużyny, grającej w pierwszej lidze. W tamtym sezonie nie rozegrał jednak żadnego spotkania, a po jego zakończeniu, klub zmienił nazwę na Odds BK. W lidze zadebiutował 17 sierpnia 2013 w zremisowanym 1:1 meczu z Molde FK. W sezonie 2014 wraz z zespołem dotarł do finału Pucharu Norwegii.
14 sierpnia 2019 podpisał kontrakt z norweskim klubem SK Brann, umowa do 31 grudnia 2021.

### Kariera reprezentacyjna
W reprezentacji Norwegii Grøgaard zadebiutował 27 sierpnia 2014 w zremisowanym 0:0 towarzyskim meczu ze Zjednoczonymi Emiratami Arabskimi.